# 미요시촌 (와카야마현)
미요시촌(見好村)은 와카야마현 이토군에 설치되었던 촌이다. 현재의 가쓰라기정에 해당한다.

## 역사
- 1889년 4월 1일 - 정촌제 시행에 의해 14촌의 구역을 가지고 성립하였다.
- 1958년 7월 1일 - 이토정, 묘지정과 합병해 가쓰라기정이 성립하여, 동일 미요시촌은 폐지되었다.

## 참고문헌
- 角川日本地名大辞典 30 和歌山県